# Carpophage mantelé
Ducula lacernulata
Espèce
Statut de conservation UICN

 LC  : Préoccupation mineure
Le Carpophage mantelé (Ducula lacernulata) est une espèce de pigeons frugivores de la famille des Columbidae.

## Répartition
Cet oiseau vit à Java et les petites îles de la Sonde.

## Habitat
Il vit dans les forêts humides en plaine et les montagnes humides subtropicales et tropicales.